# Team Superfund
Team Superfund lub Superfund – austriacki zespół wyścigowy. Ekipa bezskutecznie starała się o miejsce w stawce Formule 1 w sezonie 2010. Szefem zespołu miał być były kierowca Formuły 1 Austriak Alex Wurz.

## Historia
W 2003 roku firma Superfund była głównym sponsorem Formuły Nissan oraz zespołu Formuły 1 Minardi. 
W 2006 roku firma Superfund była jednym z głównych sponsorów rosyjskiego zespołu MF1 Racing w Formule 1.
Przed Formułą 1 zespół startował w takich seriach wyścigowych jak europejskiej serii F3 (od początku jej istnienia), zespół miał licencje na starty w A1GP.
Zespół został założony przez Christiana Baha (w przeszłości jego firma sponsorowała zespoły Formuły 1, a także juniorskie serie wyścigowe) a dyrektorem i szefem został były kierowca Formuły 1 Alex Wurz, dostawcą silników miała być brytyjska firma Cosworth.
Zespół otrzymał miejsce na liście rezerwowych ekip, lecz dodatkowe miejsce otrzymał zespół Team Lotus.
Zespół starał się o miejsce w Formule 1 w sezonie 2010, zespołowi nigdy nie udało się wejść do Formuły 1.
26 marca 2010 roku firma ogłosiła, że nie stara się o wejście do Formuły 1 w sezonie 2011. 1 sierpnia 2010 roku Alex Wurz stwierdził, że zespół Superfund w najbliższym czasie nie stara się już o miejsce w Formule 1, a on sam nie jest już związany z Team Superfund.